# امبوی (کالیفرنیا)
امبوی، کالیفرنیا (به انگلیسی: Amboy, California) یک محدوده ثبت‌نشده در ایالات متحده آمریکا است که در شهرستان سن برناردینو، ایالت کالیفرنیا است.

## خصوصیات
امبوی ۵ نفر جمعیت دارد.